# Teramaze

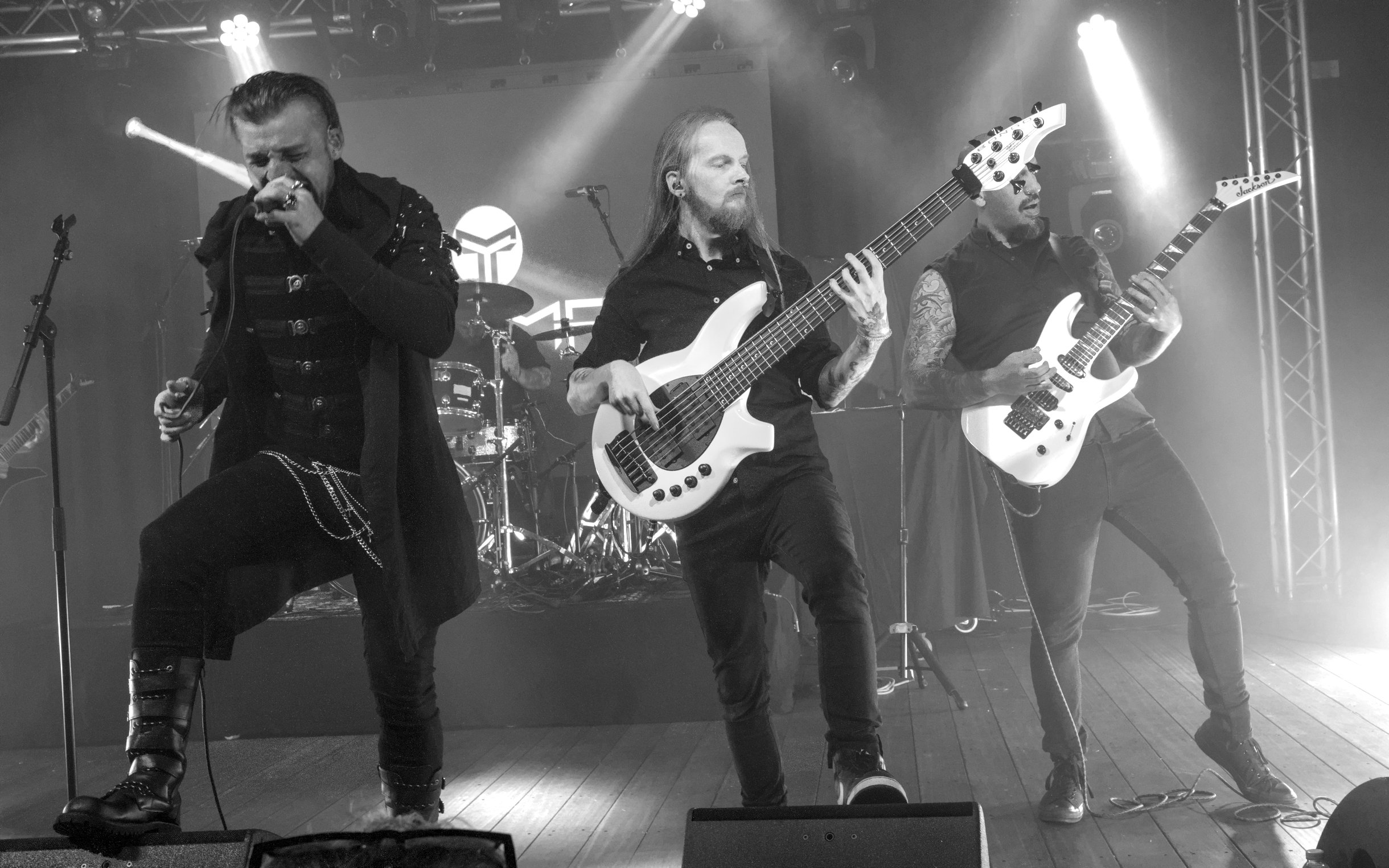
Teramaze (2023)

Teramaze ist eine australische christliche Progressive-Metal-Band aus Melbourne, die 1993 gegründet wurde, sich 2006 auflöste und seit 2008 wieder aktiv ist.

## Geschichte
Die Band wurde im Jahr 1993 von dem Gitarristen Dean Wells als Teenager gegründet. Hinzu kamen der Sänger Brett Rerekura, der Gitarrist Adam Burnell, der Bassist Matthew Ritchie und der Schlagzeuger Antonio Paulo. 1995 erschien das Debütalbum Doxology. Im Folgejahr steuerte die Gruppe die Songs Generation X, Ever Enhancing und Emancipator zu dem Sampler Falling On Deaf Ears – Australian Metal Compilation No. 4 von Rowe Productions bei. 1998 schloss sich mit Tears to Dust das nächste Album an. Auf diesem sind der Sänger Clinton Johannes und der Gitarrist Adam Wilkie als Ersatz für Burnell als neue Mitglieder zu hören. Über CMC International erschien 2001 die EP Not the Criminal, die teils aus Live- und teils aus Studioaufnahmen besteht. Im Dezember 2002 löste sich die Band auf, ehe Wells sie 2006 wiederbelebte. Mitte 2008 wurde die Kompilation Anthology über Jellyfisch Records veröffentlicht. Im selben Jahr erschien außerdem ein Demo. 2009 machte sich die Band mit Jeff Waters als Produzenten an die Arbeiten zum nächsten Album. Im Juni des Jahres musste der Schlagzeuger Julian Percy aufgrund von Herzproblemen seine Aktivität einstellen, ehe er am 15. Juni verstarb. Als temporärer Ersatz kam Jayson Sherlock hinzu. Das Album erschien im April 2012 unter dem Namen Anhedonia bei Nightmare Records. Hierauf ist Julian Percy noch als Schlagzeuger zu hören. Danach kehrte der Sänger Brett Rerekura, der die Band bereits 1997 verlassen hatte, zurück zur Besetzung. 2014 schloss sich mit Esoteric Symbolism das nächste Album an. Danach verließ der Sänger Rerekura erneut die Besetzung und wurde durch Nathan Peachey ersetzt, während der Bassist Luis Enrique Eguren und der Keyboarder Dave Holley als weitere neue Mitglieder hinzukamen. Im Dezember des Jahres begannen die Arbeiten zum nächsten Album. Über Mascot Records wurde 2015 das Album Her Halo publiziert. Als Single wurde Out of Subconscious ausgekoppelt. Für 2017 war eine Teilnahme am ProgPower USA geplant, jedoch wurde die Gruppe, nach ihrer Absage, durch Seven Spires ersetzt.

## Stil
Laut metalmusicarchives.com spielt die Band progressiven und melodischen Thrash Metal. Die Band selbst sage, dass sie durch Gruppen wie Dream Theater, Tool und Pantera beeinflusst worden sei. Sänger Brett Rerekura gebe Layne Staley, Devin Townsend, Sebastian Bach und Maynard James Keenan als Haupteinflüsse an, während der Gitarrist Dean Wells durch John Petrucci, Marco Sfogli, Jason Becker und Marty Friedman beeinflusst worden sei. Esoteric Symbolism sei mit der Musik von Anubis Gate vergleichbar. Brian Giffin beschrieb in seiner Encyclopedia of Australian Heavy Metal die Musik als christlich geprägten Progressive Metal. Tears to Dust sei recht melodisch und ähnele Liedmaterial von Queensrÿche.
Frank Trojan vom Rock Hard beschrieb die Musik von Tears to Dust als „geilen Heavy Metal der alten Schule, Marke Pretty Maids, Dio oder Leatherwolf“. Die Gruppe gebe sich dabei mittelschnell und melodisch und setze eher auf „ausgeklügelte Arrangements und gutstrukturierte Melodiebögen“ als auf Geschwindigkeit. Gelegentlich seien auch Gemeinsamkeiten zu Hammerfall hörbar. Marcel Rapp von Powermetal.de ordnete Anhedonia dem Progressive Metal zu, wobei auch Elemente aus dem Thrash Metal vorhanden seien. Zudem beweise die Gruppe „viel Sinn für instrumentale Harmonie, brechende Härte, aussagekräftige Ideen und Songstrukturen“. In einer späteren Rock-Hard-Ausgabe rezensierte Michael Rensen Her Halo und schrieb, dass die Musik sowohl semi-modernen Progressive Metal, der sich auf Riffs und Groove fokussiere, als auch „epische[n] Power Metal, neoklassische[n] Symphonic-Bombast oder Melodic-Metal-Vocals“ beinhaltet. Was die Liedstrukturen, Klanglandschaften und technisches Spielniveau betreffe, könne die Gruppe an Bands wie Shadow Gallery, Dream Theater, Kamelot oder Symphony X anknüpfen, jedoch fehle es den Songs an eigener Identität, „trotz erstklassiger Arrangements, abwechslungsreicher Akkordfolgen und makelloser Vocals“. In den atmosphärischen Passagen erinnere die Gruppe an Vauxdvihl.

## Diskografie
- 1995: Doxology (Album, Empire Records)
- 1998: Tears to Dust (Album, Rowe Productions)
- 2001: Not the Criminal (EP, CMC International)
- 2008: Demo 2008 (Demo, Eigenveröffentlichung)
- 2008: Anthology (Kompilation, Jellyfish Records)
- 2012: Anhedonia (Album, Nightmare Records)
- 2014: Esoteric Symbolism (Album, Nightmare Records)
- 2015: Her Halo (Album, Mascot Records)
- 2019: Are We Soldiers (Album)
- 2020: I Wonder (Album)
- 2021: Sorella Minore (Album)
- 2022: Flight of the Wounded (Album)
- 2024: Eli: A Wonderful Fall From Grace (Album, Wells Music/Just For Kicks)
- 2024: Teracoustic Sessions - Volume 1
- 2025: The Harmony Machine